# Dolichoderus nitidus
Dolichoderus nitidus är en myrart som först beskrevs av Oswald Heer 1850.  Dolichoderus nitidus ingår i släktet Dolichoderus och familjen myror. Inga underarter finns listade i Catalogue of Life.